# Distretto di Zari
Il distretto di Zari è un distretto dell'Afghanistan appartenente alla provincia di Balkh. Viene stimata una popolazione di 22 321 abitanti (stima 2016-17).